# Acalolepta admixta
Acalolepta admixta là một loài bọ cánh cứng trong họ Cerambycidae.